# Lampa Pielera
| |  |
| Lampa Davy’ego (z lewej replika podobnej w konstrukcji spirytusowej lampy Pielera, ze skalą, z prawej dwa rysunki lamp Davy’ego) |  |

Lampa Pielera (spirytusowa lampa wskaźnikowa) – spirytusowa lampa górnicza umożliwiająca nie tylko wykrywanie metanu w atmosferze kopalnianej, ale i dokładne określenie jego stężenia. Jest ona swoistym udoskonaleniem lampy Davy’ego. Zwiększyła ona bezpieczeństwo górników w kopalniach, ostrzegając przed niebezpieczeństwem wybuchu metanu będącym największym ryzykiem w kopalniach węgla kamiennego.
Skonstruował ją Franciszek Pieler (niem. Franz Caspar Pieler), niemiecki fachowiec górniczy, na początku lat 80. XIX w. zapewne podczas pracy w zagłębiu Akwizgranu. Lampa ta szybko zyskała na popularności z powodu wysokiej sprawności i łatwości obsługi. Dominowała ona w niemieckich kopalniach węglowych w latach 1885–1930. Później wprowadzono lepsze detektory i oświetlenie elektryczne. Lampa Pielera nie służyła do oświetlania, bowiem płomień alkoholowy dużo światła nie daje. Zastosowanie przez Pielera spirytusu pozwoliło na bardzo dokładne określenie zawartości metanu przy minimalnym występowaniu w powietrzu kopalnianym, ponieważ wykazywała ona już stężenia metanu przekraczające ¼ %. Od roku 1910 stosowano tę lampę tylko w sztolniach, gdzie metan poprzednio wypalono lampami benzynowymi.

## Konstrukcja
Analogicznie do lampy Davy’ego składa się lampa Pielera ze zbiornika paliwa u dołu lampy o pojemności wystarczającej na dłużej niż pełną zmianę. W nim tkwił płaski, szeroki knot. Zasadniczym elementem budowy lampy, było osłonięcie płomienia cienką metalową siatką o drobnych oczkach, która pochłania ciepło oraz odgradza płomień od gazu w powietrzu odpowiednim szklanym kloszem. U lampy Pielera zarówno wysokość komina, jak i wewnętrznej siatki są odpowiednio wyższe, by płomień alkoholu rosnący pod wpływem domieszki metanu na ponad 10 centymetrów miał wystarczająco miejsca. By polepszyć oddawanie ciepła płomienia i zarazem zredukować niebezpieczeństwo zapłonu oraz eksplozji metanu, klosz otoczony jest dodatkowo blachą, w której wysztancowane są otwory pełniące funkcję skali (¼, ½, ¾, 1...1¾), przy pomocy której można co do ćwierci procenta odczytać zawartość metanu w powietrzu. Wszystkie części lampy są ze sobą mocno skręcone metalowymi śrubami po to, by ciepło płomienia oddawane było do otoczenia całą powierzchnią metalowej lampy i ewentualne zmieszane z metanem powietrze nie mogło się zapalić od płomienia ani od rozgrzanych części lampy.

## Pomiar
Badanie stężenia metanu w powietrzu kopalnianym za pomocą lampy bezpieczeństwa polegało na tym, że lampę unosiło się najbliżej stropu wyrobiska, gdzie gromadził się lżejszy od powietrza metan. W przeciwieństwie do benzynowej lampy Davy’ego paliwem lampy Pielera był spirytus, który w normalnych warunkach tlił się słabo widocznym płomieniem.
Jeśli w otaczającym powietrzu jest domieszka palnego lub wybuchowego gazu, to płomień staje się widoczny i przybiera charakterystyczną barwę. W przypadku metanu barwa płomienia lampy zmienia się na coraz bardziej niebieską, a otaczająca płomień siatka, dzięki dobremu przewodnictwu cieplnemu metalu ochładza gazy spalinowe, uniemożliwiając zapalenie się metanu w otoczeniu lampy. Im więcej metanu jest w powietrzu, tym wyraźniejszy, dłuższy, szerszy i mniej spokojny jest płomień lampy. Stężenie metanu można odczytać na skali:
- Już przy stężeniu ¼ % sino-niebieski płomień o niewyraźnych konturach osiąga wielkość 3 cm;
- przy stężeniu ½ % sino-niebieski płomień ma przy palniku już wyraźną sylwetkę i osiąga wielkość 5–6 cm;
- przy stężeniu ¾ % płomień jest już wyraźnie niebieski i ma wyraźne kontury osiągając wielkość 7,5 cm;
- przy stężeniu 1% intensywnie niebieski płomień o wyraźnych konturach osiąga wielkość 9 cm;
- przy stężeniu 1¼ % intensywnie niebieski płomień o wyraźnych konturach osiąga wielkość 10 cm;
- przy stężeniu 1½ % intensywnie niebieski płomień o wyraźnych konturach osiąga wielkość 12 cm;
- przy stężeniu 1¾ % jaskrawy niebieski płomień o ostrych konturach osiąga koniec siatki;
- przy stężeniu 2% jaskrawy niebieski płomień sięga krańca komina, a siatka znajduje się w jego wnętrzu.